# 2022-es labdarúgó-világbajnokság-selejtező (CAF – 2. forduló)
A 2022-es labdarúgó-világbajnokság afrikai selejtezőjének 2. fordulójának mérkőzéseit 2021. szeptember 1. és november 16. között játszották.

## Formátum
Összesen 40 csapat vett részt (az 1–26. helyen rangsoroltak és az első forduló 14 továbbjutója). A csapatokat 10 darab ötcsapatos csoportba sorsolták, ahol körmérkőzéses oda-visszavágós rendszerben mérkőztek meg egymással. A 10 csoportgyőztes továbbjutott a harmadik fordulóba.

## Kiemelés
A kiemelést a 2019. decemberi FIFA-világranglista alapján alakították ki, a helyezések az alábbi táblázatban zárójelben olvashatók.
A 2. forduló sorsolását 2020. január 21-én, helyi idő szerint 19 órától (UTC+2) tartották Kairóban.
- T: Az 1. fordulóból továbbjutott csapat.

| 1. kalap | 2. kalap | 3. kalap | 4. kalap |
| --- | --- | --- | --- |
| 1. Szenegál (20.) 2. Tunézia (27.) 3. Nigéria (31.) 4. Algéria (35.) 5. Marokkó (43.) 6. Ghána (47.) 7. Egyiptom (51.) 8. Kamerun (53.) 9. Mali (56.) 10. Kongói DK (56.) | 1. Burkina Faso (59.) 2. Elefántcsontpart (61.) 3. Dél-afrikai Köztársaság (71.) 4. Guinea (74.) 5. Uganda (77.) 6. Zöld-foki Köztársaság (78.) 7. Gabon (83.) 8. Benin (84.) 9. Zambia (88.) 10. Kongó (89.) | 1. Madagaszkár (91.) 2. Mauritánia (100.) 3. Líbia (101.) 4. Mozambik (105.) (T) 5. Kenya (106.) 6. Közép-afrikai Köztársaság (109.) 7. Zimbabwe (111.) (T) 8. Niger (112.) 9. Namíbia (117.) (T) 10. Bissau-Guinea (118.) (T) | 1. Malawi (123.) (T) 2. Angola (124.) (T) 3. Togo (126.) (T) 4. Szudán (128.) (T) 5. Ruanda (131.) (T) 6. Tanzánia (134.) (T) 7. Egyenlítői-Guinea (145.) (T) 8. Etiópia (146.) (T) 9. Libéria (152.) (T) 10. Dzsibuti (184.) (T) |

## Naptár
A mérkőzéseket az alábbi napokon játszották.
A 2021-es afrikai nemzetek kupája június/júliusi időpontjának január/februárra történő áthelyezését követően az első két játéknap időpontja megváltozott. A Covid19-pandémia miatt a második fordulót ismét átütemezték, a CAF 2020. augusztus 19-én jelentette be az új időpontokat. A teljes második fordulót 2021-re helyezték át. 2021. május 6-án a második fordulót ismét elhalasztották.
| Játéknap    | Dátumok |
| ----------- | --- |
| 1. játéknap | 2021. szeptember 1–4. (eredetileg 2020. március 23–31., később 2020. október 5–13., majd 2021. június 5–8.)  |
| 2. játéknap | 2021. szeptember 5–8. (eredetileg 2020. június 1–9., később 2020. november 9–17., majd 2021. június 11–14.)  |
| 3. játéknap | 2021. október 6–9. (eredetileg 2021. március 22–26., később 2021. június 1–4., majd 2021. szeptember 1–4.)   |
| 4. játéknap | 2021. október 10–12. (eredetileg 2021. március 27–30., később 2021. június 5–8., majd 2021. szeptember 5–8.) |
| 5. játéknap | 2021. november 11–13. (eredetileg 2021. augusztus 30. – szeptember 7., majd 2021. október 6–9.)              |
| 6. játéknap | 2021. november 14–16. (eredetileg 2021. október 4–12., majd 2021. október 10–12.)                            |

## Csoportok

### A csoport
| Hely. | Csapat       | M | Gy | D | V | G+ | G– | Gk  | P  | Továbbjutás                       |     | Algéria | Burkina Faso | Niger (ország) | Dzsibuti |
| ----- | ------------ | - | -- | - | - | -- | -- | --- | -- | --------------------------------- | --- | ------- | ------------ | -------------- | -------- |
| 1.    | Algéria      | 6 | 4  | 2 | 0 | 25 | 4  | +21 | 14 | Továbbjutott a harmadik fordulóba |     | —       | 2–2          | 6–1            | 8–0      |
| 2.    | Burkina Faso | 6 | 3  | 3 | 0 | 12 | 4  | +8  | 12 |                                   |     | 1–1     | —            | 1–1            | 2–0      |
| 3.    | Niger        | 6 | 2  | 1 | 3 | 13 | 17 | −4  | 7  |                                   | 0–4 | 0–2     | —            | 7–2            |          |
| 4.    | Dzsibuti     | 6 | 0  | 0 | 6 | 4  | 29 | −25 | 0  |                                   | 0–4 | 0–4     | 2–4          | —              |          |

| 2021. szeptember 2. 17:00 (UTC+1) |

| Niger | 0–2               | Burkina Faso                        |
| ----- | ----------------- | ----------------------------------- |
|       | (0–0) Jegyzőkönyv | L. Traoré 76' (11-esből) Konaté 79' |

| Stade de Marrakech, Marrákes (Marokkó) Nézőszám: 0 Játékvezető: Samuel Uwikunda (ruandai) |

| 2021. szeptember 2. 20:00 (UTC+1) |

| Algéria                                                                                             | 8–0               | Dzsibuti |
| --------------------------------------------------------------------------------------------------- | ----------------- | -------- |
| Slimani 5' 25' (11-esből) 46' 53' ben-Szebajni 27' Bounedjah 40' (11-esből) Mahrez 67' Zerrouki 69' | (4–0) Jegyzőkönyv |          |

| Mustapha Tchaker Stadium, Blida Nézőszám: 0 Játékvezető: Blaise Yuven Ngwa (kameruni) |

| 2021. szeptember 6. 14:00 (UTC+1) |

| Dzsibuti                 | 2–4               | Niger                                            |
| ------------------------ | ----------------- | ------------------------------------------------ |
| Farah Ali 32' Hassan 90' | (1–0) Jegyzőkönyv | Adebayor 49' 56' Wonkoye 65' (11-esből) Sabo 68' |

| Prince Moulay Abdellah Stadium, Rabat (Marokkó) Nézőszám: 0 Játékvezető: Celso Alvação (mozambiki) |

| 2021. szeptember 7. 20:00 (UTC+1) |

| Burkina Faso | 1–1               | Algéria      |
| ------------ | ----------------- | ------------ |
| Tapsoba 64'  | (0–1) Jegyzőkönyv | Feghouli 18' |

| Stade de Marrakech, Marrákes (Marokkó) Nézőszám: 0 Játékvezető: Joshua Bondo (botswanai) |

| 2021. október 8. 20:00 (UTC+1) |

| Algéria                                                                              | 6–1               | Niger     |
| ------------------------------------------------------------------------------------ | ----------------- | --------- |
| Mahrez 27' 60' (11-esből) Oumarou 47' (öngól) Souleymane 70' (öngól) Slimani 76' 88' | (1–0) Jegyzőkönyv | Sosah 50' |

| Mustapha Tchaker Stadium, Blida Nézőszám: 0 Játékvezető: Daniel Nii Ayi Laryea (ghánai) |

| 2021. október 8. 20:00 (UTC+1) |

| Dzsibuti | 0–4               | Burkina Faso                            |
| -------- | ----------------- | --------------------------------------- |
|          | (0–1) Jegyzőkönyv | Tapsoba 45+2' 48' Kaboré 51' Konaté 60' |

| Stade de Marrakech, Marrákes (Marokkó) Nézőszám: 0 Játékvezető: Ali Sabilla (ugandai) |

| 2021. október 11. 17:00 (UTC+1) |

| Burkina Faso         | 2–0               | Dzsibuti |
| -------------------- | ----------------- | -------- |
| Dayo 30' Tapsoba 63' | (1–0) Jegyzőkönyv |          |

| Stade de Marrakech, Marrákes (Marokkó) Nézőszám: 0 Játékvezető: Hassen Corneh (libériai) |

| 2021. október 12. 17:00 (UTC+1) |

| Niger | 0–4               | Algéria                                         |
| ----- | ----------------- | ----------------------------------------------- |
|       | (0–2) Jegyzőkönyv | Mahrez 21' Mandi 33' Bennacer 48' Bounedjah 54' |

| Stade Général Seyni Kountché, Niamey Nézőszám: 2000 Játékvezető: Issa Sy (szenegáli) |

| 2021. november 12. 13:00 (UTC+1) |

| Burkina Faso        | 1–1               | Niger                  |
| ------------------- | ----------------- | ---------------------- |
| Dayo 55' (11-esből) | (0–1) Jegyzőkönyv | Oumarou 34' (11-esből) |

| Stade de Marrakech, Marrákes (Marokkó) Játékvezető: Samir Guezzaz (marokkói) |

| 2021. november 12. 16:00 (UTC+2) |

| Dzsibuti | 0–4               | Algéria                                           |
| -------- | ----------------- | ------------------------------------------------- |
|          | (0–3) Jegyzőkönyv | Belaïli 29' Benráhma 40' Feghouli 42' Slimani 87' |

| Cairo International Stadium, Kairó (Egyiptom) Játékvezető: Djindo Louis Houngnandande (benini) |

| 2021. november 15. 17:00 (UTC+1) |

| Niger                                                        | 7–2               | Dzsibuti                 |
| ------------------------------------------------------------ | ----------------- | ------------------------ |
| Adebayor 14' 36' 75' Wonkoye 62' Sosah 64' Djibrilla 85' 87' | (2–1) Jegyzőkönyv | Ahmed 33' Siad Isman 84' |

| Stade Général Seyni Kountché, Niamey Játékvezető: Mohamed Youssouf Athoumani (Comore-szigeteki) |

| 2021. november 16. 20:00 (UTC+1) |

| Algéria                 | 2–2               | Burkina Faso        |
| ----------------------- | ----------------- | ------------------- |
| Mahrez 21' Feghouli 68' | (1–1) Jegyzőkönyv | Sanogo 37' Dayo 84' |

| Mustapha Tchaker Stadium, Blida Játékvezető: Victor Gomes (dél-afrikai) |

### B csoport
| Hely. | Csapat            | M | Gy | D | V | G+ | G– | Gk | P  | Továbbjutás                       |     | Tunézia | Egyenlítői-Guinea | Zambia | Mauritánia |
| ----- | ----------------- | - | -- | - | - | -- | -- | -- | -- | --------------------------------- | --- | ------- | ----------------- | ------ | ---------- |
| 1.    | Tunézia           | 6 | 4  | 1 | 1 | 11 | 2  | +9 | 13 | Továbbjutott a harmadik fordulóba |     | —       | 3–0               | 3–1    | 3–0        |
| 2.    | Egyenlítői-Guinea | 6 | 3  | 2 | 1 | 6  | 5  | +1 | 11 |                                   |     | 1–0     | —                 | 2–0    | 1–0        |
| 3.    | Zambia            | 6 | 2  | 1 | 3 | 8  | 9  | −1 | 7  |                                   | 0–2 | 1–1     | —                 | 4–0    |            |
| 4.    | Mauritánia        | 6 | 0  | 2 | 4 | 2  | 11 | −9 | 2  |                                   | 0–0 | 1–1     | 1–2               | —      |            |

| 2021. szeptember 3. 16:00 (UTC±0) |

| Mauritánia | 1–2               | Zambia              |
| ---------- | ----------------- | ------------------- |
| Niass 69'  | (0–1) Jegyzőkönyv | Mwepu 10' Mumba 57' |

| Stade Olympique de Nouakchott, Nouakchott Nézőszám: 0 Játékvezető: Ibrahim Nour El Din (egyiptomi) |

| 2021. szeptember 3. 20:00 (UTC+1) |

| Tunézia                                        | 3–0               | Egyenlítői-Guinea |
| ---------------------------------------------- | ----------------- | ----------------- |
| Bronn 54' esz-Szhírí 78' Khazri 82' (11-esből) | (0–0) Jegyzőkönyv |                   |

| Stade Hammadi Agrebi, Radès Nézőszám: 0 Játékvezető: Daniel Laryea Nii Ayi (ghánai) |

| 2021. szeptember 7. 15:00 (UTC+2) |

| Zambia | 0–2               | Tunézia                                |
| ------ | ----------------- | -------------------------------------- |
|        | (0–1) Jegyzőkönyv | Khazri 8' (11-esből) Ben Szlímán 90+2' |

| Levy Mwanawasa Stadium, Ndola Nézőszám: 5000 Játékvezető: Eric Otogo-Castane (gaboni) |

| 2021. szeptember 7. 17:00 (UTC+1) |

| Egyenlítői-Guinea   | 1–0               | Mauritánia |
| ------------------- | ----------------- | ---------- |
| Iban 59' (11-esből) | (0–0) Jegyzőkönyv |            |

| Estadio de Malabo, Malabo Nézőszám: 0 Játékvezető: Hélder Martins de Carvalho (angolai) |

| 2021. október 7. 17:00 (UTC+1) |

| Egyenlítői-Guinea | 2–0               | Zambia |
| ----------------- | ----------------- | ------ |
| Coco 35' Nsue 88' | (1–0) Jegyzőkönyv |        |

| Estadio de Malabo, Malabo Nézőszám: 0 Játékvezető: Noureddine El Jaafari (marokkói) |

| 2021. október 7. 20:00 (UTC+1) |

| Tunézia                              | 3–0               | Mauritánia |
| ------------------------------------ | ----------------- | ---------- |
| esz-Szhírí 15' Khazri 42' Jaziri 86' | (2–0) Jegyzőkönyv |            |

| Stade Hammadi Agrebi, Radès Nézőszám: 0 Játékvezető: Bamlak Tessema Weyesa (etióp) |

| 2021. október 10. 18:00 (UTC+2) |

| Zambia        | 1–1               | Egyenlítői-Guinea |
| ------------- | ----------------- | ----------------- |
| F. Sakala 65' | (0–0) Jegyzőkönyv | Bikoro 82'        |

| National Heroes Stadium, Lusaka Nézőszám: 45 000 Játékvezető: Bakary Gassama (gambiai) |

| 2021. október 10. 19:00 (UTC±0) |

| Mauritánia | 0–0         | Tunézia |
| ---------- | ----------- | ------- |
|            | Jegyzőkönyv |         |

| Stade Olympique de Nouakchott, Nouakchott Nézőszám: 500 Játékvezető: Mehdi Abid Sarif (algériai) |

| 2021. november 13. 15:00 (UTC+2) |

| Zambia                                      | 4–0               | Mauritánia |
| ------------------------------------------- | ----------------- | ---------- |
| Daka 34' F. Sakala 37' 45+1' (11-esből) 63' | (3–0) Jegyzőkönyv |            |

| National Heroes Stadium, Lusaka Játékvezető: Mahmood Ali Mahmood Ismail (szudáni) |

| 2021. november 13. 17:00 (UTC+1) |

| Egyenlítői-Guinea | 1–0               | Tunézia |
| ----------------- | ----------------- | ------- |
| Ganet 84'         | (0–0) Jegyzőkönyv |         |

| Estadio de Malabo, Malabo Nézőszám: 500 Játékvezető: Boubou Traoré (mali) |

| 2021. november 16. 20:00 (UTC+1) |

| Tunézia                             | 3–1               | Zambia        |
| ----------------------------------- | ----------------- | ------------- |
| Laïdouni 18' Dräger 31' Maâloul 43' | (3–0) Jegyzőkönyv | F. Sakala 80' |

| Stade Hammadi Agrebi, Tunisz Játékvezető: Pacifique Ndabihawenimana (burundi) |

| 2021. november 16. 19:00 (UTC0) |

| Mauritánia | 1–1               | Egyenlítői-Guinea |
| ---------- | ----------------- | ----------------- |
| Kamara 22' | (1–0) Jegyzőkönyv | Coco 59'          |

| Stade Olympique de Nouakchott, Nouakchott Játékvezető: Ahmad Imtehaz Heeralall (mauritiusi) |

### C csoport
| Hely. | Csapat                    | M | Gy | D | V | G+ | G– | Gk | P  | Továbbjutás                       |     | Nigéria | Zöld-foki Köztársaság | Libéria | Közép-afrikai Köztársaság |
| ----- | ------------------------- | - | -- | - | - | -- | -- | -- | -- | --------------------------------- | --- | ------- | --------------------- | ------- | ------------------------- |
| 1.    | Nigéria                   | 6 | 4  | 1 | 1 | 9  | 3  | +6 | 13 | Továbbjutott a harmadik fordulóba |     | —       | 1–1                   | 2–0     | 0–1                       |
| 2.    | Zöld-foki Köztársaság     | 6 | 3  | 2 | 1 | 8  | 6  | +2 | 11 |                                   |     | 1–2     | —                     | 1–0     | 2–1                       |
| 3.    | Libéria                   | 6 | 2  | 0 | 4 | 5  | 8  | −3 | 6  |                                   | 0–2 | 1–2     | —                     | 3–1     |                           |
| 4.    | Közép-afrikai Köztársaság | 6 | 1  | 1 | 4 | 4  | 9  | −5 | 4  |                                   | 0–2 | 1–1     | 0–1                   | —       |                           |

| 2021. szeptember 1. 14:00 (UTC+1) |

| Közép-afrikai Köztársaság | 1–1               | Zöld-foki Köztársaság |
| ------------------------- | ----------------- | --------------------- |
| Toropité 53'              | (0–1) Jegyzőkönyv | J. Tavares 36'        |

| Japoma Stadium, Douala (Kamerun) Nézőszám: 0 Játékvezető: Peter Waweru (kenyai) |

| 2021. szeptember 3. 17:00 (UTC+1) |

| Nigéria           | 2–0               | Libéria |
| ----------------- | ----------------- | ------- |
| Iheanacho 22' 44' | (2–0) Jegyzőkönyv |         |

| Teslim Balogun Stadium, Lagos Nézőszám: 5000 Játékvezető: Kouassi Attisso Attiogbe (togói) |

| 2021. szeptember 6. 16:00 (UTC±0) |

| Közép-afrikai Köztársaság | 0–1               | Libéria     |
| ------------------------- | ----------------- | ----------- |
|                           | (0–0) Jegyzőkönyv | Sherman 86' |

| Japoma Stadium, Douala (Kamerun) Nézőszám: 0 Játékvezető: Sekou Ahmed Touré (guineai) |

| 2021. szeptember 7. 15:00 |

| Zöld-foki Köztársaság | 1–2               | Nigéria                              |
| --------------------- | ----------------- | ------------------------------------ |
| D. Tavares 19'        | (1–1) Jegyzőkönyv | Osimhen 30' Rocha Santos 76' (öngól) |

| Estádio Municipal Adérito Sena, Mindelo Nézőszám: 500 Játékvezető: Samir Guezzaz (marokkói) |

| 2021. október 7. 13:00 (UTC±0) |

| Libéria      | 1–2               | Zöld-foki Köztársaság        |
| ------------ | ----------------- | ---------------------------- |
| Harmon 45+3' | (1–0) Jegyzőkönyv | Monteiro 52' Rodrigues 90+2' |

| Accra Sports Stadium, Accra (Ghána) Nézőszám: 0 Játékvezető: Jean Ouattara (Burkina Fasó-i) |

| 2021. október 7. 17:00 (UTC+1) |

| Nigéria | 0–1               | Közép-afrikai Köztársaság |
| ------- | ----------------- | ------------------------- |
|         | (0–0) Jegyzőkönyv | Namnganda 90+1'           |

| Teslim Balogun Stadium, Lagos Nézőszám: 5000 Játékvezető: Abdelaziz Bouh (mauritániai) |

| 2021. október 10. 14:00 (UTC+1) |

| Közép-afrikai Köztársaság | 0–2               | Nigéria                   |
| ------------------------- | ----------------- | ------------------------- |
|                           | (0–2) Jegyzőkönyv | Balogun 29' Osimhen 45+1' |

| Limbe Stadium, Limbe (Kamerun) Nézőszám: 450 Játékvezető: Louis Hakizimana (ruandai) |

| 2021. október 10. 15:00 |

| Zöld-foki Köztársaság | 1–0               | Libéria |
| --------------------- | ----------------- | ------- |
| Mendes 90'            | (0–0) Jegyzőkönyv |         |

| Estádio Municipal Adérito Sena, Mindelo Nézőszám: 2000 Játékvezető: Mohamed Ali Moussa (nigeri) |

| 2021. november 13. 17:00 (UTC+1) |

| Libéria | 0–2               | Nigéria                                      |
| ------- | ----------------- | -------------------------------------------- |
|         | (0–1) Jegyzőkönyv | Osimhen 15' (11-esből) Musa 90+4' (11-esből) |

| Stade Ibn Batouta, Tangier (Marokkó) Játékvezető: Youssef Essrayri (tunéziai) |

| 2021. november 13. 15:00 |

| Zöld-foki Köztársaság      | 2–1               | Közép-afrikai Köztársaság |
| -------------------------- | ----------------- | ------------------------- |
| J. Tavares 51' Stopira 75' | (0–1) Jegyzőkönyv | Ngoma 11'                 |

| Estádio Municipal Adérito Sena, Mindelo Játékvezető: Daniel Nii Ayi Laryea (ghánai) |

| 2021. november 16. 17:00 (UTC+1) |

| Nigéria    | 1–1               | Zöld-foki Köztársaság |
| ---------- | ----------------- | --------------------- |
| Osimhen 1' | (1–1) Jegyzőkönyv | Stopira 5'            |

| Teslim Balogun Stadium, Lagos Játékvezető: Mustapha Ghorbal (algériai) |

| 2021. november 16. 17:00 (UTC+1) |

| Libéria                   | 3–1               | Közép-afrikai Köztársaság |
| ------------------------- | ----------------- | ------------------------- |
| Macauley 2' Wilson 8' 74' | (2–0) Jegyzőkönyv | Ngoma 61'                 |

| Stade Ibn Batouta, Tangier (Marokkó) Játékvezető: Kalilou Ibrahim Traore (elefántcsontparti) |

### D csoport
| Hely. | Csapat           | M | Gy | D | V | G+ | G– | Gk  | P  | Továbbjutás                       |     | Kamerun | Elefántcsontpart | Mozambik | Malawi |
| ----- | ---------------- | - | -- | - | - | -- | -- | --- | -- | --------------------------------- | --- | ------- | ---------------- | -------- | ------ |
| 1.    | Kamerun          | 6 | 5  | 0 | 1 | 12 | 3  | +9  | 15 | Továbbjutott a harmadik fordulóba |     | —       | 1–0              | 3–1      | 2–0    |
| 2.    | Elefántcsontpart | 6 | 4  | 1 | 1 | 10 | 3  | +7  | 13 |                                   |     | 2–1     | —                | 3–0      | 2–1    |
| 3.    | Mozambik         | 6 | 1  | 1 | 4 | 2  | 8  | −6  | 4  |                                   | 0–1 | 0–0     | —                | 1–0      |        |
| 4.    | Malawi           | 6 | 1  | 0 | 5 | 2  | 12 | −10 | 3  |                                   | 0–4 | 0–3     | 1–0              | —        |        |

| 2021. szeptember 3. 15:00 (UTC+2) |

| Mozambik | 0–0         | Elefántcsontpart |
| -------- | ----------- | ---------------- |
|          | Jegyzőkönyv |                  |

| Estádio Nacional do Zimpeto, Maputo Nézőszám: 0 Játékvezető: Pacifique Ndabihawenimana (burundi) |

| 2021. szeptember 3. 20:00 (UTC+1) |

| Kamerun                         | 2–0               | Malawi |
| ------------------------------- | ----------------- | ------ |
| Aboubakar 9' Ngadeu-Ngadjui 22' | (2–0) Jegyzőkönyv |        |

| Paul Biya Stadium, Yaoundé Nézőszám: 250 Játékvezető: Jean Jacques Ndala Ngambo (Kongói DK-i) |

| 2021. szeptember 6. 19:00 (UTC±0) |

| Elefántcsontpart          | 2–1               | Kamerun                 |
| ------------------------- | ----------------- | ----------------------- |
| Haller 20' (11-esből) 29' | (2–0) Jegyzőkönyv | Ngamaleu 61' (11-esből) |

| Stade Olympique Alassane Ouattara, Abidjan Nézőszám: 10 000 Játékvezető: Mehdi Abid Sarif (algériai) |

| 2021. szeptember 7. 15:00 (UTC+2) |

| Malawi    | 1–0               | Mozambik |
| --------- | ----------------- | -------- |
| Mbulu 10' | (1–0) Jegyzőkönyv |          |

| Orlando Stadium, Johannesburg (Dél-Afrika) Nézőszám: 0 Játékvezető: Souleiman Ahmed Djama (dzsibuti) |

| 2021. október 8. 15:00 (UTC+2) |

| Malawi | 0–3               | Elefántcsontpart                     |
| ------ | ----------------- | ------------------------------------ |
|        | (0–1) Jegyzőkönyv | Gradel 36' I. Sangaré 85' Boga 90+5' |

| Orlando Stadium, Johannesburg (Dél-Afrika) Nézőszám: 0 Játékvezető: Peter Waweru (kenyai) |

| 2021. október 8. 17:00 (UTC+1) |

| Kamerun                               | 3–1               | Mozambik   |
| ------------------------------------- | ----------------- | ---------- |
| Choupo-Moting 28' 51' Toko Ekambi 63' | (1–0) Jegyzőkönyv | Catamo 81' |

| Japoma Stadium, Douala Nézőszám: 10 000 Játékvezető: Mohamed Marouf (egyiptomi) |

| 2021. október 11. 14:00 (UTC+1) |

| Mozambik | 0–1               | Kamerun            |
| -------- | ----------------- | ------------------ |
|          | (0–0) Jegyzőkönyv | Ngadeu-Ngadjui 68' |

| Stade Ibn Batouta, Tanger (Marokkó) Nézőszám: 0 Játékvezető: Sabri Mohamed Fadul (szudáni) |

| 2021. október 11. 17:00 (UTC+1) |

| Elefántcsontpart              | 2–1               | Malawi     |
| ----------------------------- | ----------------- | ---------- |
| Pépé 2' Kessié 66' (11-esből) | (1–1) Jegyzőkönyv | Muyaba 20' |

| Stade de l'Amitié, Cotonou (Benin) Nézőszám: 1000 Játékvezető: Bernard Camille (seychelle-szigeteki) |

| 2021. november 13. 15:00 (UTC+2) |

| Malawi | 0–4               | Kamerun                                                      |
| ------ | ----------------- | ------------------------------------------------------------ |
|        | (0–2) Jegyzőkönyv | Aboubakar 22' (11-esből) Zambo Anguissa 42' Bassogog 85' 87' |

| Orlando Stadium, Johannesburg (Dél-Afrika) Játékvezető: Issa Sy (szenegáli) |

| 2021. november 13. 20:00 (UTC+1) |

| Elefántcsontpart               | 3–0               | Mozambik |
| ------------------------------ | ----------------- | -------- |
| Gradel 10' Cornet 61' Seri 90' | (1–0) Jegyzőkönyv |          |

| Stade de l'Amitié, Cotonou (Benin) Nézőszám: 0 Játékvezető: Ahmed El Ghandour (egyiptomi) |

| 2021. november 16. 14:00 (UTC+1) |

| Mozambik          | 1–0               | Malawi |
| ----------------- | ----------------- | ------ |
| Mzava 51' (öngól) | (0–0) Jegyzőkönyv |        |

| Stade de l'Amitié, Cotonou (Benin) Játékvezető: Hassan Mohamed Hagi (szomáliai) |

| 2021. november 16. 20:00 (UTC+1) |

| Kamerun         | 1–0               | Elefántcsontpart |
| --------------- | ----------------- | ---------------- |
| Toko Ekambi 21' | (1–0) Jegyzőkönyv |                  |

| Japoma Stadium, Douala Játékvezető: Janny Sikazwe (zambiai) |

### E csoport
| Hely. | Csapat | M | Gy | D | V | G+ | G– | Gk  | P  | Továbbjutás                       |     | Mali | Uganda | Kenya | Ruanda |
| ----- | ------ | - | -- | - | - | -- | -- | --- | -- | --------------------------------- | --- | ---- | ------ | ----- | ------ |
| 1.    | Mali   | 6 | 5  | 1 | 0 | 11 | 0  | +11 | 16 | Továbbjutott a harmadik fordulóba |     | —    | 1–0    | 5–0   | 1–0    |
| 2.    | Uganda | 6 | 2  | 3 | 1 | 3  | 2  | +1  | 9  |                                   |     | 0–0  | —      | 1–1   | 1–0    |
| 3.    | Kenya  | 6 | 1  | 3 | 2 | 4  | 9  | −5  | 6  |                                   | 0–1 | 0–0  | —      | 2–1   |        |
| 4.    | Ruanda | 6 | 0  | 1 | 5 | 2  | 9  | −7  | 1  |                                   | 0–3 | 0–1  | 1–1    | —     |        |

| 2021. szeptember 1. 20:00 (UTC+1) |

| Mali             | 1–0               | Ruanda |
| ---------------- | ----------------- | ------ |
| A. M. Traoré 19' | (1–0) Jegyzőkönyv |        |

| Stade Adrar, Agadir (Marokkó) Nézőszám: 0 Játékvezető: Beida Dahane (mauritániai) |

| 2021. szeptember 2. 16:00 (UTC+3) |

| Kenya | 0–0         | Uganda |
| ----- | ----------- | ------ |
|       | Jegyzőkönyv |        |

| Nyayo National Stadium, Nairobi Nézőszám: 560 Játékvezető: Mahmood Ali Mahmood Ismail (szudáni) |

| 2021. szeptember 5. 15:00 (UTC+2) |

| Ruanda         | 1–1               | Kenya      |
| -------------- | ----------------- | ---------- |
| Rwatubyaye 21' | (1–1) Jegyzőkönyv | Olunga 10' |

| Nyamirambo Regional Stadium, Kigali Nézőszám: 0 Játékvezető: Joseph Odey Ogabor (nigériai) |

| 2021. szeptember 6. 16:00 (UTC+3) |

| Uganda | 0–0         | Mali |
| ------ | ----------- | ---- |
|        | Jegyzőkönyv |      |

| St. Mary's Stadium-Kitende, Entebbe Nézőszám: 0 Játékvezető: Ahmad Imtehaz Heeralall (mauritiusi) |

| 2021. október 7. 18:00 (UTC+2) |

| Ruanda | 0–1               | Uganda   |
| ------ | ----------------- | -------- |
|        | (0–1) Jegyzőkönyv | Bayo 41' |

| Nyamirambo Regional Stadium, Kigali Nézőszám: 0 Játékvezető: Joshua Bondo (botswanai) |

| 2021. október 7. 20:00 (UTC+1) |

| Mali                                                    | 5–0               | Kenya |
| ------------------------------------------------------- | ----------------- | ----- |
| A. M. Traoré 8' Koné 22' 36' 45' (11-esből) Doumbia 85' | (4–0) Jegyzőkönyv |       |

| Stade Adrar, Agadir (Marokkó) Nézőszám: 0 Játékvezető: Youssef Essrayri (tunéziai) |

| 2021. október 10. 16:00 (UTC+3) |

| Kenya | 0–1               | Mali     |
| ----- | ----------------- | -------- |
|       | (0–0) Jegyzőkönyv | Koné 55' |

| Nyayo National Stadium, Nairobi Nézőszám: 0 Játékvezető: Blaise Yuven Ngwa (kameruni) |

| 2021. október 10. 16:00 (UTC+3) |

| Uganda   | 1–0               | Ruanda |
| -------- | ----------------- | ------ |
| Bayo 22' | (1–0) Jegyzőkönyv |        |

| St. Mary's Stadium-Kitende, Entebbe Nézőszám: 0 Játékvezető: Haythem Guirat (tunéziai) |

| 2021. november 11. 16:00 (UTC+3) |

| Uganda   | 1–1               | Kenya      |
| -------- | ----------------- | ---------- |
| Bayo 89' | (0–0) Jegyzőkönyv | Olunga 62' |

| St. Mary's Stadium-Kitende, Entebbe Játékvezető: Souleiman Ahmed Djama (dzsibuti) |

| 2021. november 11. 18:00 (UTC+2) |

| Ruanda | 0–3               | Mali                                  |
| ------ | ----------------- | ------------------------------------- |
|        | (0–2) Jegyzőkönyv | Djenepo 19' Koné 21' K. Coulibaly 87' |

| Nyamirambo Regional Stadium, Kigali Játékvezető: Hélder Martins de Carvalho (angolai) |

| 2021. november 14. 17:00 (UTC+1) |

| Mali             | 1–0               | Uganda |
| ---------------- | ----------------- | ------ |
| K. Coulibaly 19' | (1–0) Jegyzőkönyv |        |

| Stade Adrar, Agadir (Marokkó) Játékvezető: Bamlak Tessema Weyesa (etióp) |

| 2021. november 15. 16:00 (UTC+3) |

| Kenya                          | 2–1               | Ruanda        |
| ------------------------------ | ----------------- | ------------- |
| Olunga 2' Odada 15' (11-esből) | (2–0) Jegyzőkönyv | Niyonzima 66' |

| Nyayo National Stadium, Nairobi Játékvezető: Celso Alvação (mozambiki) |

### F csoport
| Hely. | Csapat   | M | Gy | D | V | G+ | G– | Gk | P  | Továbbjutás                       |     | Egyiptom | Gabon | Líbia | Angola |
| ----- | -------- | - | -- | - | - | -- | -- | -- | -- | --------------------------------- | --- | -------- | ----- | ----- | ------ |
| 1.    | Egyiptom | 6 | 4  | 2 | 0 | 10 | 4  | +6 | 14 | Továbbjutott a harmadik fordulóba |     | —        | 2–1   | 1–0   | 1–0    |
| 2.    | Gabon    | 6 | 2  | 1 | 3 | 7  | 8  | −1 | 7  |                                   |     | 1–1      | —     | 1–0   | 2–0    |
| 3.    | Líbia    | 6 | 2  | 1 | 3 | 4  | 7  | −3 | 7  |                                   | 0–3 | 2–1      | —     | 1–1   |        |
| 4.    | Angola   | 6 | 1  | 2 | 3 | 6  | 8  | −2 | 5  |                                   | 2–2 | 3–1      | 0–1   | —     |        |

| 2021. szeptember 1. 21:00 (UTC+2) |

| Egyiptom            | 1–0               | Angola |
| ------------------- | ----------------- | ------ |
| Magdy 5' (11-esből) | (1–0) Jegyzőkönyv |        |

| 30 June Stadium, Kairó Nézőszám: 0 Játékvezető: Boubou Traoré (mali) |

| 2021. szeptember 1. 21:00 (UTC+2) |

| Líbia                       | 2–1               | Gabon    |
| --------------------------- | ----------------- | -------- |
| Salama 27' Al Warfali 90+5' | (1–1) Jegyzőkönyv | Poko 11' |

| Benina Martyrs Stadium, Bengázi Nézőszám: 0 Játékvezető: Bamlak Tessema Weyesa (etióp) |

| 2021. szeptember 5. 20:00 (UTC+1) |

| Gabon         | 1–1               | Egyiptom    |
| ------------- | ----------------- | ----------- |
| Allevinah 73' | (0–0) Jegyzőkönyv | Mohamed 90' |

| Stade de Franceville, Franceville Nézőszám: 0 Játékvezető: Bakary Gassama (gambiai) |

| 2021. szeptember 7. 20:00 (UTC+1) |

| Angola | 0–1               | Líbia         |
| ------ | ----------------- | ------------- |
|        | (0–1) Jegyzőkönyv | Al Khouja 43' |

| Estádio 11 de Novembro, Luanda Nézőszám: 10 000 Játékvezető: Messie Nkounkou (kongói) |

| 2021. október 8. 18:30 (UTC+1) |

| Angola                             | 3–1               | Gabon    |
| ---------------------------------- | ----------------- | -------- |
| Zini 25' Ary Papel 56' Buatu 90+1' | (1–0) Jegyzőkönyv | Méyé 83' |

| Estádio 11 de Novembro, Luanda Nézőszám: 5000 Játékvezető: Souleiman Ahmed Djama (dzsibuti) |

| 2021. október 8. 21:00 (UTC+2) |

| Egyiptom   | 1–0               | Líbia |
| ---------- | ----------------- | ----- |
| Marmús 49' | (0–0) Jegyzőkönyv |       |

| Borg El Arab Stadium, Alexandria Nézőszám: 0 Játékvezető: Pacifique Ndabihawenimana (burundi) |

| 2021. október 11. 14:00 (UTC+1) |

| Gabon                               | 2–0               | Angola |
| ----------------------------------- | ----------------- | ------ |
| Aubameyang 74' Carneiro 84' (öngól) | (0–0) Jegyzőkönyv |        |

| Stade de Franceville, Franceville Nézőszám: 0 Játékvezető: Maguette N'Diaye (szenegáli) |

| 2021. október 11. 21:00 (UTC+2) |

| Líbia | 0–3               | Egyiptom                           |
| ----- | ----------------- | ---------------------------------- |
|       | (0–2) Jegyzőkönyv | Fatouh 39' Mohamed 45+4' Sobhi 72' |

| Benina Martyrs Stadium, Bengázi Nézőszám: 0 Játékvezető: Victor Gomes (dél-afrikai) |

| 2021. november 12. 14:00 (UTC+1) |

| Gabon                     | 1–0               | Líbia |
| ------------------------- | ----------------- | ----- |
| Aubameyang 54' (11-esből) | (0–0) Jegyzőkönyv |       |

| Stade de Franceville, Franceville Játékvezető: Mashood Ssali (ugandai) |

| 2021. november 12. 20:00 (UTC+1) |

| Angola                         | 2–2               | Egyiptom                |
| ------------------------------ | ----------------- | ----------------------- |
| Costa 25' Nzola 35' (11-esből) | (2–1) Jegyzőkönyv | Elneny 45+1' Tawfik 59' |

| Estádio 11 de Novembro, Luanda Játékvezető: Jean Jacques Ndala Ngambo (Kongói DK-i) |

| 2021. november 16. 15:00 (UTC+2) |

| Egyiptom                               | 2–1               | Gabon         |
| -------------------------------------- | ----------------- | ------------- |
| Magdy 4' (11-esből) Obiang 75' (öngól) | (1–0) Jegyzőkönyv | Allevinah 54' |

| Borg El Arab Stadium, Alexandria Játékvezető: Georges Gatogato (burundi) |

| 2021. november 16. 15:00 (UTC+2) |

| Líbia                     | 1–1               | Angola   |
| ------------------------- | ----------------- | -------- |
| Al Warfali 49' (11-esből) | (0–0) Jegyzőkönyv | Zini 81' |

| 28 March Stadium, Bengázi Játékvezető: Beida Dahane (mauritániai) |

### G csoport
| Hely. | Csapat                  | M | Gy | D | V | G+ | G– | Gk | P  | Továbbjutás                       |     | Ghána | Dél-afrikai Köztársaság | Etiópia | Zimbabwe |
| ----- | ----------------------- | - | -- | - | - | -- | -- | -- | -- | --------------------------------- | --- | ----- | ----------------------- | ------- | -------- |
| 1.    | Ghána                   | 6 | 4  | 1 | 1 | 7  | 3  | +4 | 13 | Továbbjutott a harmadik fordulóba |     | —     | 1–0                     | 1–0     | 3–1      |
| 2.    | Dél-afrikai Köztársaság | 6 | 4  | 1 | 1 | 6  | 2  | +4 | 13 |                                   |     | 1–0   | —                       | 1–0     | 1–0      |
| 3.    | Etiópia                 | 6 | 1  | 2 | 3 | 4  | 7  | −3 | 5  |                                   | 1–1 | 1–3   | —                       | 1–0     |          |
| 4.    | Zimbabwe                | 6 | 0  | 2 | 4 | 2  | 7  | −5 | 2  |                                   | 0–1 | 0–0   | 1–1                     | —       |          |

| 2021. szeptember 3. 15:00 (UTC+2) |

| Zimbabwe | 0–0         | Dél-afrikai Köztársaság |
| -------- | ----------- | ----------------------- |
|          | Jegyzőkönyv |                         |

| National Sports Stadium, Harare Nézőszám: 0 Játékvezető: Mahmoud El Banna (egyiptomi) |

| 2021. szeptember 3. 19:00 (UTC±0) |

| Ghána      | 1–0               | Etiópia |
| ---------- | ----------------- | ------- |
| Wakaso 35' | (1–0) Jegyzőkönyv |         |

| Cape Coast Sports Stadium, Cape Coast Nézőszám: 2250 Játékvezető: Redouane Jiyed (marokkói) |

| 2021. szeptember 6. 18:00 (UTC+2) |

| Dél-afrikai Köztársaság | 1–0               | Ghána |
| ----------------------- | ----------------- | ----- |
| Hlongwane 83'           | (0–0) Jegyzőkönyv |       |

| FNB Stadium, Johannesburg Nézőszám: 0 Játékvezető: Derrick Kasokota Kafuli (zambiai) |

| 2021. szeptember 7. 19:00 (UTC+3) |

| Etiópia                 | 1–0               | Zimbabwe |
| ----------------------- | ----------------- | -------- |
| Tamene 90+4' (11-esből) | (0–0) Jegyzőkönyv |          |

| Bahir Dar Stadium, Bahir Dar Nézőszám: 0 Játékvezető: Bernard Camille (seychelle-szigeteki) |

| 2021. október 9. 16:00 (UTC+3) |

| Etiópia    | 1–3               | Dél-afrikai Köztársaság               |
| ---------- | ----------------- | ------------------------------------- |
| Kebede 67' | (0–1) Jegyzőkönyv | Mokoena 45+1' Mvala 71' Makgopa 90+1' |

| Bahir Dar Stadium, Bahir Dar Nézőszám: 0 Játékvezető: Shuhoub Abdulbasit (líbiai) |

| 2021. október 9. 16:00 (UTC±0) |

| Ghána                           | 3–1               | Zimbabwe              |
| ------------------------------- | ----------------- | --------------------- |
| Kudus 5' Partey 66' A. Ayew 87' | (1–0) Jegyzőkönyv | Musona 49' (11-esből) |

| Cape Coast Sports Stadium, Cape Coast Játékvezető: Pierre Atcho (gaboni) |

| 2021. október 12. 15:00 (UTC+2) |

| Zimbabwe | 0–1               | Ghána      |
| -------- | ----------------- | ---------- |
|          | (0–1) Jegyzőkönyv | Partey 31' |

| National Sports Stadium, Harare Nézőszám: 0 Játékvezető: Amin Omar (egyiptomi) |

| 2021. október 12. 18:00 (UTC+2) |

| Dél-afrikai Köztársaság | 1–0               | Etiópia |
| ----------------------- | ----------------- | ------- |
| Kebede 11' (öngól)      | (1–0) Jegyzőkönyv |         |

| FNB Stadium, Johannesburg Játékvezető: Georges Gatogato (burundi) |

| 2021. november 11. 15:00 (UTC+2) |

| Etiópia    | 1–1               | Ghána       |
| ---------- | ----------------- | ----------- |
| Kebede 72' | (0–1) Jegyzőkönyv | A. Ayew 22' |

| Orlando Stadium, Johannesburg (Dél-Afrika) Játékvezető: Blaise Yuven Ngwa (kameruni) |

| 2021. november 11. 21:00 (UTC+2) |

| Dél-afrikai Köztársaság | 1–0               | Zimbabwe |
| ----------------------- | ----------------- | -------- |
| Mokoena 26'             | (1–0) Jegyzőkönyv |          |

| FNB Stadium, Johannesburg Játékvezető: Sadok Selmi (tunéziai) |

| 2021. november 14. 15:00 (UTC+2) |

| Zimbabwe    | 1–1               | Etiópia    |
| ----------- | ----------------- | ---------- |
| Mahachi 39' | (1–0) Jegyzőkönyv | Nassir 86' |

| National Sports Stadium, Harare Játékvezető: Mohamed Ali Moussa (nigeri) |

| 2021. november 14. 21:00 (UTC±0) |

| Ghána                  | 1–0               | Dél-afrikai Köztársaság |
| ---------------------- | ----------------- | ----------------------- |
| A. Ayew 33' (11-esből) | (1–0) Jegyzőkönyv |                         |

| Cape Coast Sports Stadium, Cape Coast Játékvezető: Maguette N'Diaye (szenegáli) |

### H csoport
| Hely. | Csapat   | M | Gy | D | V | G+ | G– | Gk  | P  | Továbbjutás                       |     | Szenegál | Togo | Namíbia | Kongói Köztársaság |
| ----- | -------- | - | -- | - | - | -- | -- | --- | -- | --------------------------------- | --- | -------- | ---- | ------- | ------------------ |
| 1.    | Szenegál | 6 | 5  | 1 | 0 | 15 | 4  | +11 | 16 | Továbbjutott a harmadik fordulóba |     | —        | 2–0  | 4–1     | 2–0                |
| 2.    | Togo     | 6 | 2  | 2 | 2 | 5  | 6  | −1  | 8  |                                   |     | 1–1      | —    | 0–1     | 1–1                |
| 3.    | Namíbia  | 6 | 1  | 2 | 3 | 5  | 10 | −5  | 5  |                                   | 1–3 | 0–1      | —    | 1–1     |                    |
| 4.    | Kongó    | 6 | 0  | 3 | 3 | 5  | 10 | −5  | 3  |                                   | 1–3 | 1–2      | 1–1  | —       |                    |

| 2021. szeptember 1. 16:00 (UTC±0) |

| Szenegál               | 2–0               | Togo |
| ---------------------- | ----------------- | ---- |
| Mané 56' A. Diallo 81' | (0–0) Jegyzőkönyv |      |

| Stade Lat-Dior, Thiès Nézőszám: 0 Játékvezető: Sadok Selmi (tunéziai) |

| 2021. szeptember 2. 18:00 (UTC+2) |

| Namíbia     | 1–1               | Kongó               |
| ----------- | ----------------- | ------------------- |
| Hambira 24' | (1–0) Jegyzőkönyv | Hambira 57' (öngól) |

| Orlando Stadium, Johannesburg (Dél-Afrika) Nézőszám: 0 Játékvezető: Andofetra Rakotojaona (madagaszkári) |

| 2021. szeptember 5. 16:00 (UTC±0) |

| Togo | 0–1               | Namíbia      |
| ---- | ----------------- | ------------ |
|      | (0–0) Jegyzőkönyv | Kambindu 53' |

| Stade de Kégué, Lomé Nézőszám: 0 Játékvezető: Omar Abdulkadir Artan (szomáliai) |

| 2021. szeptember 7. 17:00 (UTC+1) |

| Kongó                     | 1–3               | Szenegál                             |
| ------------------------- | ----------------- | ------------------------------------ |
| Ganvoula 45+2' (11-esből) | (1–1) Jegyzőkönyv | Dia 27' Sarr 82' Mané 87' (11-esből) |

| Stade Alphonse Massemba-Débat, Brazzaville Nézőszám: 0 Játékvezető: Mohamed Ali Moussa (nigeri) |

| 2021. október 9. 16:00 (UTC±0) |

| Togo              | 1–1               | Kongó             |
| ----------------- | ----------------- | ----------------- |
| Placca Fessou 56' | (0–1) Jegyzőkönyv | Romao 21' (öngól) |

| Stade de Kégué, Lomé Játékvezető: Sekou Ahmed Touré (guineai) |

| 2021. október 9. 19:00 (UTC±0) |

| Szenegál                                  | 4–1               | Namíbia      |
| ----------------------------------------- | ----------------- | ------------ |
| Gueye 10' Diédhiou 38' Mané 54' Keita 83' | (2–0) Jegyzőkönyv | Kamatuka 75' |

| Stade Lat-Dior, Thiès Játékvezető: Kalilou Traoré (elefántcsontparti) |

| 2021. október 12. 15:00 (UTC+2) |

| Namíbia       | 1–3               | Szenegál             |
| ------------- | ----------------- | -------------------- |
| Shalulile 27' | (1–1) Jegyzőkönyv | Diédhiou 22' 51' 84' |

| Orlando Stadium, Johannesburg (Dél-Afrika) Nézőszám: 0 Játékvezető: Mohamed Youssouf Athoumani (Comore-szigeteki) |

| 2021. október 12. 17:00 (UTC+1) |

| Kongó      | 1–2               | Togo                         |
| ---------- | ----------------- | ---------------------------- |
| Mbenza 71' | (0–1) Jegyzőkönyv | Placca Fessou 43' Denkey 77' |

| Stade Alphonse Massemba-Débat, Brazzaville Nézőszám: 0 Játékvezető: Djindo Louis Houngnandande (benini) |

| 2021. november 11. 17:00 (UTC+1) |

| Kongó      | 1–1               | Namíbia       |
| ---------- | ----------------- | ------------- |
| Mbenza 54' | (0–1) Jegyzőkönyv | Shalulile 42' |

| Stade Alphonse Massemba-Débat, Brazzaville Játékvezető: Samuel Uwikunda (ruandai) |

| 2021. november 11. 19:00 (UTC±0) |

| Togo                | 1–1               | Szenegál        |
| ------------------- | ----------------- | --------------- |
| Cissé 45+1' (öngól) | (1–0) Jegyzőkönyv | H. Diallo 90+3' |

| Stade de Kégué, Lomé Játékvezető: Jalal Jayed (marokkói) |

| 2021. november 14. 21:00 (UTC±0) |

| Szenegál        | 2–0               | Kongó |
| --------------- | ----------------- | ----- |
| I. Sarr 14' 24' | (2–0) Jegyzőkönyv |       |

| Stade Lat-Dior, Thiès Játékvezető: Fabricio Duarte (Zöld-foki szigeteki) |

| 2021. november 15. 15:00 (UTC+2) |

| Namíbia | 0–1               | Togo              |
| ------- | ----------------- | ----------------- |
|         | (0–0) Jegyzőkönyv | Placca Fessou 88' |

| Orlando Stadium, Johannesburg (Dél-Afrika) Játékvezető: Pierre Atcho (gaboni) |

### I csoport
| Hely. | Csapat        | M | Gy | D | V | G+ | G– | Gk  | P  | Továbbjutás                       |     | Marokkó | Bissau-Guinea | Guinea | Szudán |
| ----- | ------------- | - | -- | - | - | -- | -- | --- | -- | --------------------------------- | --- | ------- | ------------- | ------ | ------ |
| 1.    | Marokkó       | 6 | 6  | 0 | 0 | 20 | 1  | +19 | 18 | Továbbjutott a harmadik fordulóba |     | —       | 5–0           | 3–0    | 2–0    |
| 2.    | Bissau-Guinea | 6 | 1  | 3 | 2 | 5  | 11 | −6  | 6  |                                   |     | 0–3     | —             | 1–1    | 0–0    |
| 3.    | Guinea        | 6 | 0  | 4 | 2 | 5  | 11 | −6  | 4  |                                   | 1–4 | 0–0     | —             | 2–2    |        |
| 4.    | Szudán        | 6 | 0  | 3 | 3 | 5  | 12 | −7  | 3  |                                   | 0–3 | 2–4     | 1–1           | —      |        |

| 2021. szeptember 1. 16:00 (UTC±0) |

| Bissau-Guinea   | 1–1               | Guinea    |
| --------------- | ----------------- | --------- |
| Jos. Mendes 51' | (0–1) Jegyzőkönyv | Kamano 7' |

| Stade Olympique, Nouakchott (Mauritánia) Nézőszám: 500 Játékvezető: Mutaz Ibrahim (líbiai) |

| 2021. szeptember 2. 20:00 (UTC+1) |

| Marokkó                          | 2–0               | Szudán |
| -------------------------------- | ----------------- | ------ |
| Ákerd 10' A. Abdalla 53' (öngól) | (1–0) Jegyzőkönyv |        |

| Prince Moulay Abdellah Stadium, Rabat Nézőszám: 0 Játékvezető: Maguette N'Diaye (szenegáli) |

| 2021. szeptember 7. 21:00 (UTC+2) |

| Szudán                 | 2–4               | Bissau-Guinea                              |
| ---------------------- | ----------------- | ------------------------------------------ |
| Abdel Rahman 55' 90+2' | (0–3) Jegyzőkönyv | Piqueti 8' 39' F. Mendy 11' Mam. Baldé 82' |

| Al-Hilal Stadium, Omdurman Nézőszám: 0 Játékvezető: Victor Gomes (dél-afrikai) |

| 2021. október 6. 17:00 (UTC+1) |

| Szudán    | 1–1               | Guinea   |
| --------- | ----------------- | -------- |
| Teiri 72' | (0–0) Jegyzőkönyv | Bayo 56' |

| Stade de Marrakech, Marrákes (Marokkó) Nézőszám: 0 Játékvezető: Janny Sikazwe (zambiai) |

| 2021. október 6. 20:00 (UTC+1) |

| Marokkó                                                               | 5–0               | Bissau-Guinea |
| --------------------------------------------------------------------- | ----------------- | ------------- |
| Hakimi 31' Lúza 45+1' (11-esből) Chair 49' El Kaabi 62' El-Hádádí 82' | (2–0) Jegyzőkönyv |               |

| Prince Moulay Abdellah Stadium, Rabat Nézőszám: 0 Játékvezető: Boubou Traoré (mali) |

| 2021. október 9. 14:00 (UTC+1) |

| Guinea                | 2–2               | Szudán                |
| --------------------- | ----------------- | --------------------- |
| J. Kanté 48' Bayo 67' | (0–0) Jegyzőkönyv | Al-Tash 64' Kamal 88' |

| Stade Adrar, Agadir (Marokkó) Nézőszám: 0 Játékvezető: Mustapha Ghorbal (algériai) |

| 2021. október 9. 20:00 (UTC+1) |

| Bissau-Guinea | 0–3               | Marokkó                     |
| ------------- | ----------------- | --------------------------- |
|               | (0–2) Jegyzőkönyv | El Kaabi 10' 70' Barkok 20' |

| Stade Mohamed V, Casablanca (Marokkó) Játékvezető: Jean Jacques Ndala Ngambo (Kongói DK-i) |

| 2021. október 12. 20:00 (UTC+1) |

| Guinea   | 1–4               | Marokkó                               |
| -------- | ----------------- | ------------------------------------- |
| Kané 31' | (1–2) Jegyzőkönyv | El Kaabi 21' Ámalah 43' 65' Búfál 89' |

| Stade Adrar, Agadir (Marokkó) Játékvezető: Sidi Alioum (kameruni) |

| 2021. november 12. 16:00 (UTC±0) |

| Guinea | 0–0         | Bissau-Guinea |
| ------ | ----------- | ------------- |
|        | Jegyzőkönyv |               |

| General Lansana Conté Stadium, Conakry Játékvezető: Mohamed Marouf (egyiptomi) |

| 2021. november 12. 20:00 (UTC+1) |

| Szudán | 0–3               | Marokkó                 |
| ------ | ----------------- | ----------------------- |
|        | (0–1) Jegyzőkönyv | Mmaee 3' 61' Lúza 90+3' |

| Prince Moulay Abdellah Stadium, Rabat (Marokkó) Játékvezető: Peter Waweru (kenyai) |

| 2021. november 15. 17:00 (UTC+1) |

| Bissau-Guinea | 0–0         | Szudán |
| ------------- | ----------- | ------ |
|               | Jegyzőkönyv |        |

| Stade de Marrakech, Marrákes (Marokkó) Nézőszám: 0 Játékvezető: Jean Ouattara (Burkina Fasó-i) |

| 2021. november 16. 20:00 (UTC+1) |

| Marokkó                               | 3–0               | Guinea |
| ------------------------------------- | ----------------- | ------ |
| Mmaee 21' (11-esből) 29' El Kaabi 60' | (2–0) Jegyzőkönyv |        |

| Stade Mohamed V, Casablanca Játékvezető: Joshua Bondo (botswanai) |

### J csoport
| Hely. | Csapat      | M | Gy | D | V | G+ | G– | Gk | P  | Továbbjutás                       |     | Kongói Demokratikus Köztársaság | Benin | Tanzánia | Madagaszkár |
| ----- | ----------- | - | -- | - | - | -- | -- | -- | -- | --------------------------------- | --- | ------------------------------- | ----- | -------- | ----------- |
| 1.    | Kongói DK   | 6 | 3  | 2 | 1 | 9  | 3  | +6 | 11 | Továbbjutott a harmadik fordulóba |     | —                               | 2–0   | 1–1      | 2–0         |
| 2.    | Benin       | 6 | 3  | 1 | 2 | 5  | 4  | +1 | 10 |                                   |     | 1–1                             | —     | 0–1      | 2–0         |
| 3.    | Tanzánia    | 6 | 2  | 2 | 2 | 6  | 8  | −2 | 8  |                                   | 0–3 | 0–1                             | —     | 3–2      |             |
| 4.    | Madagaszkár | 6 | 1  | 1 | 4 | 4  | 9  | −5 | 4  |                                   | 1–0 | 0–1                             | 1–1   | —        |             |

| 2021. szeptember 2. 15:00 (UTC+2) |

| Kongói DK   | 1–1               | Tanzánia  |
| ----------- | ----------------- | --------- |
| Mbokani 23' | (1–1) Jegyzőkönyv | Msuva 36' |

| Stade TP Mazembe, Lubumbashi Nézőszám: 0 Játékvezető: Kalilou Ibrahim Traore (elefántcsontparti) |

| 2021. szeptember 2. 19:00 (UTC+3) |

| Madagaszkár | 0–1               | Benin      |
| ----------- | ----------------- | ---------- |
|             | (0–1) Jegyzőkönyv | Mounié 22' |

| Mahamasina Municipal Stadium, Antananarivo Nézőszám: 10 000 Játékvezető: Brighton Chimene (zimbabwei) |

| 2021. szeptember 6. 14:00 (UTC+1) |

| Benin      | 1–1               | Kongói DK   |
| ---------- | ----------------- | ----------- |
| Adéoti 33' | (1–1) Jegyzőkönyv | Mbokani 11' |

| Stade de l'Amitié, Cotonou Nézőszám: 5000 Játékvezető: Jean Ouattara (Burkina Fasó-i) |

| 2021. szeptember 7. 21:00 (UTC+3) |

| Tanzánia                                 | 3–2               | Madagaszkár                         |
| ---------------------------------------- | ----------------- | ----------------------------------- |
| Nyoni 2' (11-esből) Dismas 26' Salum 53' | (2–2) Jegyzőkönyv | Rakotoharimalala 36' Fontaine 45+2' |

| National Stadium, Dar es-Salaam Nézőszám: 0 Játékvezető: Mashood Ssali (ugandai) |

| 2021. október 7. 14:00 (UTC+1) |

| Kongói DK                        | 2–0               | Madagaszkár |
| -------------------------------- | ----------------- | ----------- |
| Akolo 35' Mbokani 78' (11-esből) | (1–0) Jegyzőkönyv |             |

| Stade des Martyrs, Kinshasa Nézőszám: 0 Játékvezető: Antonio Caluassi Dungula (angolai) |

| 2021. október 7. 16:00 (UTC+3) |

| Tanzánia | 0–1               | Benin      |
| -------- | ----------------- | ---------- |
|          | (0–0) Jegyzőkönyv | Mounié 72' |

| National Stadium, Dar es-Salaam Nézőszám: 500 Játékvezető: Celso Alvação (mozambiki) |

| 2021. október 10. 14:00 (UTC+1) |

| Benin | 0–1               | Tanzánia |
| ----- | ----------------- | -------- |
|       | (0–1) Jegyzőkönyv | Msuva 6' |

| Stade de l'Amitié, Cotonou Nézőszám: 15 000 Játékvezető: Omar Abdulkadir Artan (szomáliai) |

| 2021. október 10. 19:00 (UTC+3) |

| Madagaszkár         | 1–0               | Kongói DK |
| ------------------- | ----------------- | --------- |
| Rakotoharimalala 1' | (1–0) Jegyzőkönyv |           |

| Mahamasina Municipal Stadium, Antananarivo Nézőszám: 1500 Játékvezető: Patrice Milazare (mauritiusi) |

| 2021. november 11. 16:00 (UTC+3) |

| Tanzánia | 0–3               | Kongói DK                        |
| -------- | ----------------- | -------------------------------- |
|          | (0–1) Jegyzőkönyv | Kakuta 6' Fasika 66' Malango 85' |

| National Stadium, Dar es-Salaam Játékvezető: Bernard Camille (Seychelle-szigeteki) |

| 2021. november 11. 17:00 (UTC+1) |

| Benin                 | 2–0               | Madagaszkár |
| --------------------- | ----------------- | ----------- |
| Dossou 43' Mounié 79' | (1–0) Jegyzőkönyv |             |

| Stade de l'Amitié, Cotonou Játékvezető: Bakary Gassama (gambiai) |

| 2021. november 14. 14:00 (UTC+1) |

| Kongói DK                          | 2–0               | Benin |
| ---------------------------------- | ----------------- | ----- |
| Mbokani 10' (11-esből) Malango 74' | (1–0) Jegyzőkönyv |       |

| Stade des Martyrs, Kinshasa Játékvezető: Eric Otogo-Castane (gaboni) |

| 2021. november 14. 16:00 (UTC+3) |

| Madagaszkár  | 1–1               | Tanzánia  |
| ------------ | ----------------- | --------- |
| Abdallah 74' | (0–1) Jegyzőkönyv | Msuva 25' |

| Mahamasina Municipal Stadium, Antananarivo Játékvezető: Messie Nkounkou (kongói) |